# Okręty patrolowe typu P400
Okręty patrolowe typu P400 – typ piętnastu francuskich okrętów patrolowych zbudowanych w latach 80. XX wieku przez stocznię Constructions mécaniques de Normandie w Cherbourgu. Dziesięć okrętów weszło do służby we francuskiej marynarce wojennej (Marine nationale) z przeznaczeniem ochrony wyłącznej strefy ekonomicznej francuskich departamentów zamorskich, kolejne trzy jednostki trafiły do Omanu, a pozostałe dwie do Gabonu.
W 2009 roku zaczęto stopniowo wycofywać okręty ze służby we francuskiej marynarce wojennej (dotychczas wycofano dwie jednostki – "L'Audacieuse" i "La Fougueuse"). Ich miejsce mają zająć przezbrojone korwety typu D’Estienne d’Orves.

## Okręty
Francja
- "L'Audacieuse" (P682)
- "La Boudeuse" (P683)
- "La Capricieuse" (P684)
- "La Fougueuse" (P685)
- "La Glorieuse" (P686)
- "La Gracieuse" (P687)
- "La Moqueuse" (P688)
- "La Railleuse" (P689)
- "La Rieuse" (P690)
- "La Tapageuse" (P691)

 Gabon
- "Général Ba-Oumar" (P07)
- "Colonel Djoué Dabany" (P08)

 Oman
- "Al Bushra" (B1)
- "Al Mansoor" (B2)
- "Al Najah" (B3)